# Phaenolobus fulvicornis
Phaenolobus fulvicornis là một loài tò vò trong họ Ichneumonidae.